# Bokhandeln Oktober
Bokhandeln Oktober var handelsnamn för en kedja av svenska boklådor under delar av 1970- och 1980-talen.
Under 1970-talet öppnades ett stort antal bokaffärer med anknytning till en av de olika partierna och fraktionerna på vänsterkanten, vilka sålde främst samhällskritisk litteratur och musik. En sådan bokhandel fungerade också som lokalt centrum för vänsterradikal politisk verksamhet.  
Oktoberbokhandlarna hade anknytning till det maoistiska Sveriges Kommunistiska Parti och till Oktoberförlaget. Som mest fanns ett 50-tal bokhandlar som verkade under handelsnamnet Bokhandeln Oktober. Den största Oktoberbokhandeln fanns på Holländargatan i Stockholm.   
Under 1980-talet lades så gott som alla Oktoberboklådor ned.  Oktoberbokhandeln i Örnsköldsvik övertogs dock 1982 av en grupp kulturintresserade personer och drevs som en vanlig bokhandel under namnet Bokhandeln Örnen av en ekonomisk förening i 28 år. Den gick i konkurs i juli 2010, men har rekonstruerats som Bokhandeln Örnen Bokia.
Annette Fahlsten gjorde på 1970-talet en reklamaffisch i screentryck för Oktoberbokhandlarna, Låt hundra blommor blomma, som blev ett av epokens mest kända textiltryck.